# Стопно (Шкоцјан)
Стопно (словен. Stopno) је насељено место у општини Шкоцјан, регија Југоисточна Словенија, Словенија.

## Историја
До територијалне реорганизације у Словенији било је у саставу старе општине Ново Место.

## Становништво
У попису становништва из 2011. године, Стопно је имало 27 становника.
| Број становника према пописима | Број становника према пописима | Број становника према пописима |
| ------------------------------ | ------------------------------ | ------------------------------ |
| 1991                           | 2002                           | 2011                           |
| 35                             | 32                             | 27                             |

Напомена: Године 2004. извршена је мања размена територије између насеља Стара Бучка и Стопно.

## Галерија
- унутрашњост цркве
- знамење